# 최리호
최리호(1977년 2월 13일 ~ )는 대한민국의 배우이다.

## 생애
2000년 극단 <무아> 연극배우로 첫 데뷔하였고 2004년 영화 《얼굴 없는 미녀》의 단역을 통하여 영화배우로 데뷔하였다.

## 출연작

### 영화
- 귀공자 (2023년) - 엽총수하 4 역
- 20세기 소녀 (2022년) - 녹음실 PD 역
- 마약왕 (2018년) - 백운창 중정들 역
- 스파이 (2013년) - 태국 호텔 요원 역
- 돌아오는 길 (2011년) - 상윤 (목소리) 역
- 얼굴 없는 미녀 (2004년) - 장서 동료 역

### 드라마
- 컨퍼런스KR (2025년, ) - 경매남 역
- 금쪽같은 내 스타 (2025년, ) - 제작자 역
- 에스콰이어 (2025년, ) - 파트너 변호사4 역
- 열혈사제 Part Ⅱ (2024년, SBS) - 도한서 마약팀장 역
- 선의의 경쟁 (2024년, U+모바일tv) - 범수 부 역
- 아이쇼핑 (2024년, ) - 변호사1 역
- 체크인 한양 (2024년, 채널A) - 무사대장 역
- 세자가 사라졌다 (2024년, MBN)  - 도승지 역
- 세작, 매혹된 자들 (2024년, tvN) - 금군대장 역
- 나의 해피엔드 (2024년, TV조선) - 관리팀장 역
- 반짝이는 워터멜론 (2023년, tvN) - 고용인1 역
- 스틸러 : 일곱개의 조선통보 (2023년, tvN) - EOD지휘관 역
- 오랫동안 당신을 기다렸습니다 (2023년, ENA) - 특전사 출신 유투버 역
- 연모 (2021년, KBS) - 사헌부 감찰 역
- 쇼윈도 : 여왕의 집 (2021년, 채널A) - 중년 남 역
- 돼지의 왕 (2021년, Tving) - 비리 형사 팀장 역
- 마인 (2021년, tvN) - 시큐리티 팀장 역
- 불새2020 (2021년, SBS) - 선배 형사 역
- 나의 아저씨 (2018년, tvN) - 바텐더 역
- 그래서 나는 안티팬과 결혼했다 (2018년, Naver TV) - 카페 사장 역
- 도둑놈, 도둑님 (2017년, MBC) - 비서 역
- 앙큼한 돌싱녀 (2014년, MBC) - 면접남 역

### 광고
- 삼성생명 (2025년)
- 교보생명 : 안정감 편 (2024년)
- 제네시스 G90  (2024년)
- 한국 가스공사 (2023년)
- CBB BANK (2022년)
- 동시 지방선거 (2022년)
- 밀워키 코리아 (2022년)
- 코리아 교육 그룹 (2021년)
- 아마존 글로벌 셀링 (2021년)
- 애터미 비지니스 플랫폼 (2021년)
- 맴플러스, 도둑들 편 (2021년)
- 엔픽플 홀인원 (2021년)
- 나노 기업 (2021년)
- 한샘, 부엌 가구 (2021년)